# کلرفناپیر
کلرفناپیر (به انگلیسی: Chlorfenapyr) با فرمول شیمیایی C15H11BrClF3N2O یک ترکیب شیمیایی است. که جرم مولی آن ۴۰۷٫۶ گرم بر مول می‌باشد. 